# Puntius chalakkudiensis
Puntius chalakkudiensis és una espècie de peix cipriniforme de la família dels ciprínids.

## Morfologia
Els mascles poden assolir els 12,5 cm de longitud total.

## Distribució geogràfica
Es troba al riu Chalakkudy (Kerala, Índia).